# Hans Münch-Holland
Hans Rudolph Münch-Holland (geb. Münch; * 15. Januar 1899 in Bern; † 7. Dezember 1971 in Lemgo) war ein deutscher Cellist und Hochschullehrer. Er wirkte als Professor in Köln und Detmold.

## Leben
Münch-Holland wurde 1899 als Sohn des Kaufmanns Georg Münch und dessen Frau Frieda, geb. Dieffenbacher, in Bern geboren. Nach dem Besuch der Oberrealschule in Stuttgart (bis 1914) studierte er am dortigen Konservatorium bei Alfred Saal. Sein Studium wurde 1917/18 durch den Kriegsdienst unterbrochen. 1920/21 war er Cellist beim Stuttgarter Kammertrio. Danach wurde er Solo-Cellist und Konzertmeister am Landestheater in Stuttgart. Außerdem lehrte er am dortigen Konservatorium.
Angebote für die Sächsische Staatskapelle Dresden lehnte er in den 1920er Jahren ab. Mit der Heirat von Margarete Holland nahm er den Name Münch-Holland an. 1924 wechselte er als Solo-Cellist an das Gewandhausorchester nach Leipzig. Von 1926 bis 1933 war er Mitglied im Gewandhaus-Quartett. 1926 ersetzte er Julius Klengel im Leipziger Trio, wo er mit Edgar Wollgandt (Violine) und Otto Weinreich (Klavier) musizierte. Außerdem lehrte er von 1927 bis 1933 am Leipziger Konservatorium. Von 1931 bis zum März 1933 war er Mitglied der Freimaurerloge „Balduin zur Linde“. Zum 1. Mai 1933 trat er unter Schwierigkeiten wegen seiner Mitgliedschaft in der Loge in die NSDAP ein. Wegen der Querelen in Leipzig wechselte er nach Köln, wo er eine Professur an der Kölner Musikhochschule erhielt. Den Tod seiner ersten Frau 1934 in Köln führte Münch-Holland auf die auch in Köln fortdauernden Querelen zurück.  1939 trat er mit Willy Hülser bei den Reichsmusiktagen in Düsseldorf auf. Von 1939 bis 1953 war er Mitglied des Strub-Quartetts um Max Strub. 1944 wurde er als einer der wichtigsten deutschen Cellisten in die Gottbegnadeten-Liste aufgenommen. Im Oktober 1944 verließ er Köln in Richtung Hiddesen bei Detmold.
1946 zählte er zu den Gründervätern der Nordwestdeutschen Musikakademie Detmold. Bis 1964 bekleidete er eine Professur ebenda. Zeitweise war er auch stellvertretender Direktor der Einrichtung. Zu seinen Schülern gehörten u. a. Gerhard Enger und Rudolf Metzmacher. In den 1950er Jahren gehörte er in Detmold einem Klaviertrio mit dem Geiger Max Strub und dem Pianisten Hans Richter-Haaser an.
In den Jahren 1924 und 1937 wurde er in das Bayreuther Festspielorchester berufen.
Münch-Holland, evangelisch-lutherisch, war dreimal verheiratet. Aus seiner ersten Ehe mit Margarete (Gretel) Holland gingen zwei Kinder hervor. Aus seiner zweiten Ehe mit Irmgard Münch-Holland, geb. Müngersdorf, ging ein Sohn hervor. Nach der Scheidung von ihr war er mit seiner ehemaligen Schülerin Gunhild Münch-Holland, geb. Urhahn,  verheiratet.

## Auszeichnungen
- 1967: Bundesverdienstkreuz 1. Klasse